# أكاديا (كندا)
أكاديا أو أكادي (بالفرنسية: Acadie)‏ منطقة على الساحل الشرقي الكندي. أول من أطلق هذا الاسم هم الفرنسيون الذين وصلوا إلى المنطقة التي تضم حالياً مقاطعات نوفا سكوشيا (بالإنجليزية: Nouvelle-Écosse)‏ ونيو برانزويك (بالإنجليزية: Nouveau-Brunswick)‏ وجزيرة الأمير إدوارد (بالإنجليزية: Île-du-Prince-Édouard)‏. وهي تشكل مع مقاطعة كيبك منطقة فرنسا الجديدة التاريخية.

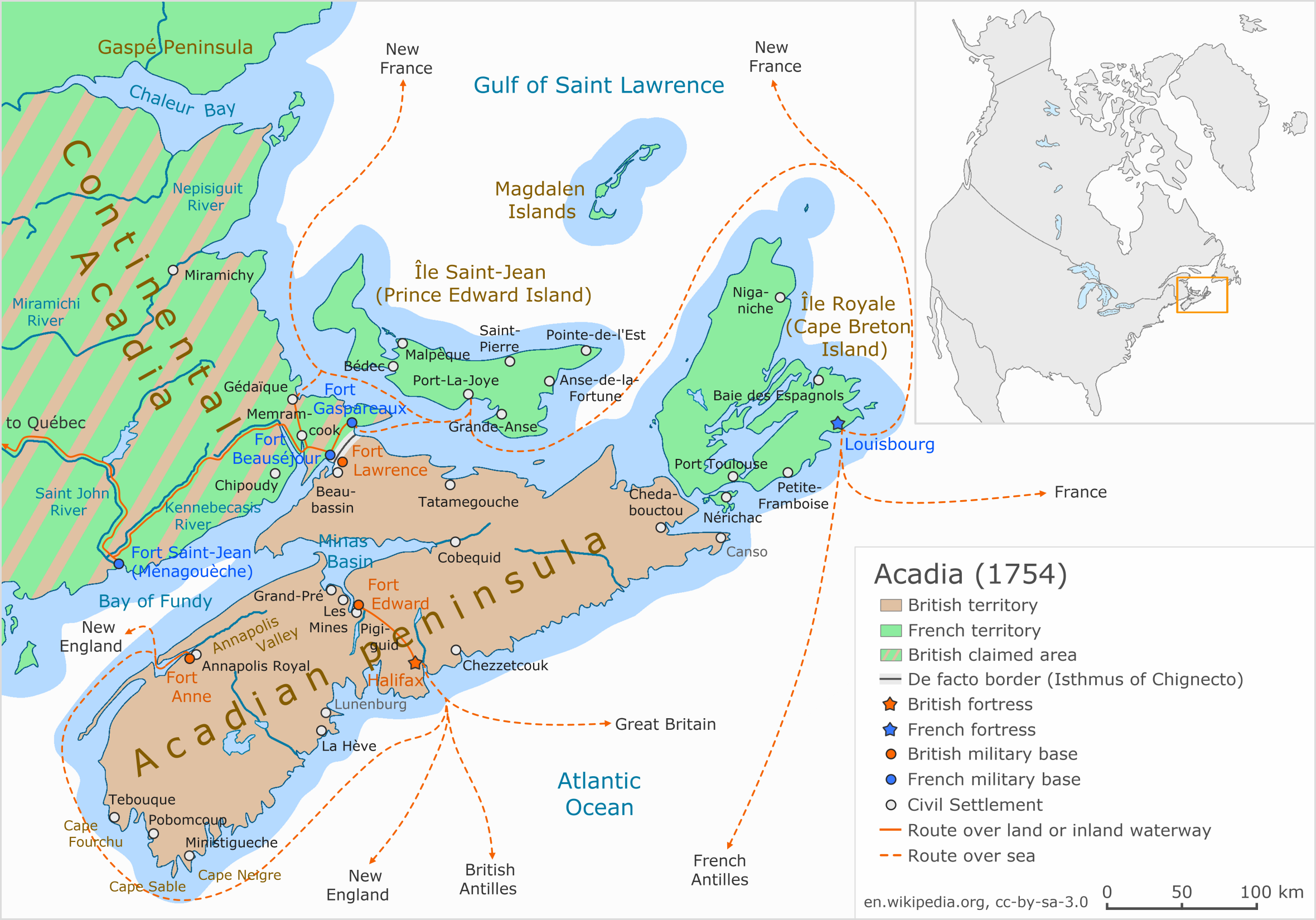
منطقة أكاديا